# جيرسون رودريغوس
جيرسون رودريغوس (بالهولندية: Gerson Rodrigues)‏ هو لاعب كرة قدم هولندي، ولد في 16 يونيو 1988 في روتردام في هولندا. لعب مع نادي دوردريخت.